# Patrick Mennucci
Patrick Mennucci, né le 8 avril 1955 à Marseille (Bouches-du-Rhône), est un homme politique français.
Membre du Parti socialiste (PS), il est conseiller municipal à Marseille de 1983 à 2020 et député des Bouches-du-Rhône de 2012 à 2017. Il se présente sans succès à la mairie de Marseille aux élections municipales de 2014.

## Situation personnelle
Petit-fils d'immigrés de Toscane (Italie), Patrick Mennucci grandit dans le quartier de La Cabucelle à Marseille.
Ancien élève du lycée Thiers puis du lycée Saint-Exupéry dans les quartiers nord, il est diplômé de l'Institut d'études politiques d'Aix-en-Provence (1978), de KEDGE Business School, titulaire d'un DEUG de droit et d'un DESS de gestion de l'IAE d'Aix-en-Provence.
Patrick Mennucci poursuit sa carrière professionnelle comme directeur d'une agence Renault (jusqu'en 1998) et d'un restaurant de pâtes. Entre 1998 et 2003, il est marchand de biens immobiliers.

## Parcours politique

### Débuts
Il s’engage à 14 ans, en 1969, au Parti socialiste. Militant à la MNEF, il accompagne Olivier Spithakis dans la prise de contrôle de la mutuelle étudiante par les socialistes, aidés des trotskistes alliés à Jean-Christophe Cambadélis et soutenus par André Bergeron. Tandis que Spithakis prend la direction générale de la structure, Patrick Mennucci prend la tête de la section marseillaise dans les années 1980. Sa femme est alors commissaire aux comptes de la mutuelle étudiante.
Il est élu conseiller municipal de Marseille pour la première fois, aux côtés de Gaston Defferre, en 1983.

### Maire de secteur et député
Aux élections municipales de 2008, où il est directeur de campagne de Jean-Noël Guérini, il est élu maire du 1er secteur de Marseille (1er et 7e arrondissements), jusque-là détenu par Jean Roatta, et est élu pour présider le groupe municipal d'opposition face à Jean-Claude Gaudin. En 2010, il dirige une nouvelle campagne victorieuse, qui voit la réélection de Michel Vauzelle à la tête du conseil régional de Provence-Alpes-Côte d'Azur.
Militant de la Gauche socialiste avec Julien Dray dans les années 1990, membre de la direction du Parti socialiste depuis 2003 et actuellement secrétaire national aux fédérations, il soutient par la suite Dominique Strauss-Kahn puis s'engage aux côtés de François Hollande dans le cadre de la primaire citoyenne de 2011.
L'année suivante, il est investi par le PS dans la 4e circonscription des Bouches-du-Rhône (centre-ville de Marseille), pour les élections législatives de 2012 ; il remporte le scrutin au second tour avec 70,5 % des suffrages, face à son adversaire du Front national, Marie-Claude Aucouturier.

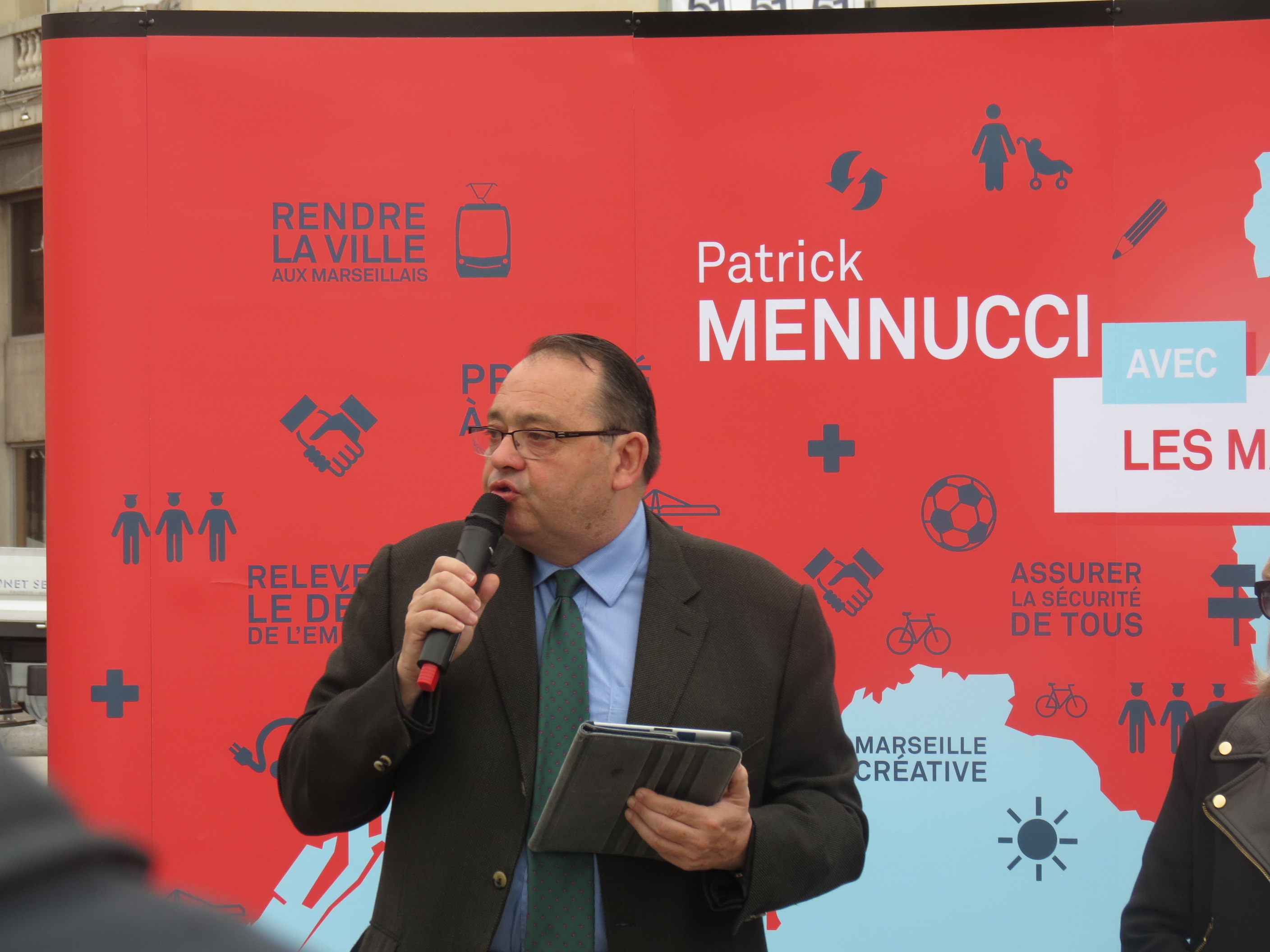
Patrick Mennucci en meeting de rue pendant la campagne de la primaire socialiste à Marseille en avril 2013.

Candidat à la mairie de Marseille en vue des élections municipales de 2014, il publie un livre programme en septembre 2013, Nous, les Marseillais aux éditions Pygmalion dans lequel il s'attaque au système « mafieux » qui, considère-t-il, a été mis en place par Jean-Noël Guérini, dont il a mené la campagne municipale en 2008. Sa proximité avec le siège du Parti socialiste et le cabinet de Jean-Marc Ayrault lui vaut d'être qualifié de « candidat de Paris » par son adversaire à la primaire socialiste, Samia Ghali. Au second tour de la primaire, Patrick Mennucci obtient 57,2 % des suffrages exprimés. Il propose également de vendre le stade Vélodrome, afin de renflouer les caisses de la ville.
À l’issue du second tour des élections municipales, il perd son mandat de maire du premier secteur après que la liste de Dominique Tian a recueilli 44,9 % contre 40,5 % pour la sienne. Alors qu’il est tête de liste sur l'ensemble de la ville, les listes socialistes, après fusion avec celles du Front de gauche, arrivent en deuxième position, avec 31,1 %, derrière les listes UMP du maire sortant, Jean-Claude Gaudin (42,4 %). Il quitte dans la foulée la présidence du groupe socialiste.
En février 2016, Patrick Mennucci est désigné, conjointement avec Éric Ciotti, député de l'année 2015 par un jury de journalistes présidé par Arlette Chabot ; ce prix lui est attribué pour son travail de rapporteur de la commission d’enquête parlementaire sur la surveillance des filières et des individus djihadistes.

### Soutien de Ségolène Royal et Vincent Peillon
En 2006, il devient directeur adjoint de campagne de la candidate socialiste à l’élection présidentielle de 2007, Ségolène Royal, poste qui le propulse dans les médias nationaux. Son livre, Ma candidate, publié en novembre 2007 aux éditions Albin Michel, raconte l'envers de cette campagne présidentielle. Après la défaite de Ségolène Royal, il travaille pendant six mois au Sénat comme assistant parlementaire de Jean-Noël Guérini puis occupe la même fonction pendant l'année 2009 auprès du sénateur socialiste Roland Povinelli.
Il confirme son ancrage dans l'hyper-centre marseillais en se présentant aux élections législatives de 2007 dans la 3e circonscription des Bouches-du-Rhône (1er, 2e et 7e arrondissements). Soutenu par le Parti radical de gauche (PRG) et le Mouvement républicain et citoyen (MRC), il est battu de 248 voix par le candidat de l'UMP Jean Roatta.
En 2009, il dirige la campagne de Vincent Peillon, « parachuté » dans la circonscription Sud-Est pour les élections européennes.

### Activités depuis 2017
En tandem avec Catherine Veyssy, il est coanimateur du comité politique de la campagne de Vincent Peillon pour la primaire citoyenne de 2017. Au deuxième tour, il vote blanc, affirmant ne pas se reconnaître dans le programme de Manuel Valls ni dans celui « infinançable » de Benoît Hamon. Il soutient ensuite le vainqueur de la primaire.
Il se présente à sa réélection lors des élections législatives de 2017 ; il est notamment opposé au leader de La France insoumise, Jean-Luc Mélenchon, qui se présente également dans la quatrième circonscription des Bouches-du-Rhône. Patrick Mennucci est éliminé dès le premier tour avec 12,4 % des voix.
En 2018, il soutient la candidature de Luc Carvounas pour le congrès d'Aubervilliers du PS.
Opposé à la Nouvelle Union populaire écologique et sociale (Nupes) et à toute alliance avec La France insoumise, il soutient Hélène Geoffroy face au premier secrétaire Olivier Faure lors du congrès du PS de 2022.
Il rappelle en 2024 son opposition aux programmes de la Nupes et du Nouveau Front populaire, qui selon lui ne permettront pas de rassembler les Français. Il est décrit comme un proche de François Hollande.

## Synthèse des résultats électoraux

### Élections législatives
| Année | Parti                   | Parti | Circonscription         | 1er tour | 1er tour | 1er tour | 2d tour | 2d tour | 2d tour | Issue |
| Année | Parti                   | Parti | Circonscription         | Voix     | %        | Rang     | Voix    | %       | Rang    | Issue |
| ----- | ----------------------- | ----- | ----------------------- | -------- | -------- | -------- | ------- | ------- | ------- | ----- |
| 2002  |                         | PS    | 4e des Bouches-du-Rhône | 4 280    | 17,96    | 3e       |         |         |         | Battu |
| 2007  | 3e des Bouches-du-Rhône | PS    | 7 732                   | 29,30    | 2e       | 12 300   | 49,50   | 2e      | Battu   |       |
| 2012  | 4e des Bouches-du-Rhône | PS    | 10 135                  | 33,26    | 1er      | 19 163   | 70,51   | 1er     | Élu     |       |
| 2017  | 4e des Bouches-du-Rhône | PS    | 3 065                   | 12,43    | 3e       |          |         |         | Battu   |       |

### Élections municipales
Les résultats ci-dessous concernent uniquement les élections où il est tête de liste.
| Année | Liste     | Liste | Commune                  | 1er tour | 1er tour | 1er tour | 2d tour | 2d tour | 2d tour  | Sièges obtenus | Sièges obtenus | Sièges obtenus |
| Année | Liste     | Liste | Commune                  | Voix     | %        | Rang     | Voix    | %       | Rang     | CS             | CM             | CC             |
| ----- | --------- | ----- | ------------------------ | -------- | -------- | -------- | ------- | ------- | -------- | -------------- | -------------- | -------------- |
| 2008  |           | PS    | Ier secteur de Marseille | 9 886    | 39,21    | 2e       | 13 949  | 50,74   | 1er      | 26 / 33        | 9 / 11         |                |
| 2014  | 6 331     | PS    | Ier secteur de Marseille | 26,96    | 2e       | 10 175   | 40,50   | 2e      | 5 / 33   | 2 / 11         | 1 / 6          |                |
| 2014  | Marseille | PS    | 53 030                   | 20,77    | 3e       | 70 999   | 31,09   | 2e      | 43 / 303 | 20 / 101       | 20 / 69        |                |

## Détail des mandats et fonctions
- 18 mars 1983 – 4 juillet 2020 : conseiller municipal de Marseille.
- 23 mars 1998 – 13 janvier 2013 : vice-président du conseil régional de Provence-Alpes-Côte d'Azur.
- 31 mars 2008 – 11 avril 2014 : maire du 1er secteur de Marseille, élu communautaire à la communauté urbaine Marseille Provence Métropole.
- 20 juin 2012 – 20 juin 2017 : député de la 4e circonscription des Bouches-du-Rhône.

## Distinction
- Prix Le Trombinoscope du meilleur député de l'année 2015 (ex æquo avec Éric Ciotti)[8].

## Publications
- Ma candidate, éditions Albin Michel, 2007  (ISBN 2226180680).
- Nous, les Marseillais, Pygmalion, 2013  (ISBN 9782756410784).